# Músculo tireoaritenóideo

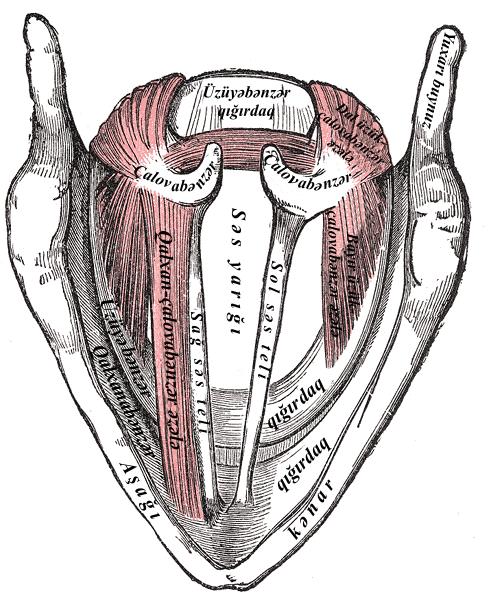
Desenho do músculo tireoaritenoideo.

O músculo tireoaritenoideo é um músculo da laringe.